# 117562 Jeffreyferguson
117562 Jeffreyferguson è un asteroide della fascia principale. Scoperto nel 2005, presenta un'orbita caratterizzata da un semiasse maggiore pari a 2,366088 UA e da un'eccentricità di 0,105037, inclinata di 3,233513° rispetto all'eclittica.